# LDREX-2
LDREX-2 (Large Deployable Reflector Small-sized Partial Model 2) war ein japanischer experimenteller entfaltbarer Antennenreflektor in halber Größe.
Der Satellit wurde im Auftrag der japanischen Raumfahrtagentur JAXA von NEC und Toshiba gebaut und wurde am 13. Oktober 2006 mit einer Trägerrakete des Typs Ariane 5 in den Weltraum transportiert. LDREX bestand aus fünf Teilen, die gemeinsam auf die ASAP 5 montiert wurden. Dem entfaltbaren Reflektor, der aus sieben sechseckigen Modulen bestand und voll entfaltet einen Durchmesser von 6,4 Meter hatte, zwei Kameras, die die 40 Minuten langen Entfaltvorgang filmten, und zwei Boxen, von denen eine mit einer 15-Ah-Nickel-Cadmium Batterie und die zweite mit der notwendigen Elektronik ausgerüstet war. Danach wurde die Antenne abgetrennt. Die Gesamtmasse des Satelliten betrug 211 Kilogramm, die Ausmaße 0,7 × 0,6 × 1,9 Meter.